# В'язні (фільм, 2015)
«В'язні» (ісп. Presos) — костариканський драматичний фільм, знятий Естебаном Рамірезом. Світова прем'єра стрічки відбулась 22 квітня 2015 року на іспанському кінофестивалі в Малазі. Фільм був висунутий Коста-Рикою на премію «Оскар-2016» у номінації «найкращий фільм іноземною мовою».

## У ролях
- Алехандро Агіляр —Джей Джей
- Деніел Марін-Мюллер —Емануель
- Едгар Роман —Себас
- Наталя Аріас —Вікторія
- Лейнар Гомес —Джейсон
- Росіо Карранса —Муер